# 玉津浦町
玉津浦町（たまつうらまち）は、愛知県碧南市の地名。

## 地理
碧南市南西端部に位置する。西は衣浦湾、南は蜆川漁港、北東は港本町に接する。

### 交通
- 衣浦臨海鉄道権現崎駅[1]

### 施設
- トヨタ自動車衣浦工場[1]
- 中部電力玉津浦変電所[1]
- 伊藤忠製糖本社

- 伊藤忠製糖本社

## 歴史

### 地名の由来
玉津浦海岸に由来する。

### 沿革
- 1972年（昭和47年） - 公有水面埋立地により、碧南市玉津浦町が成立[2]。
- 1974年（昭和49年） - 伊藤忠衣浦埠頭が完成[2]。

### WEB
1. ↑  “愛知県碧南市の町丁・字一覧”.   人口統計ラボ. 2024年3月8日閲覧。
2. ↑  “読み仮名データの促音・拗音を小書きで表記するもの(zip形式) 愛知県” (zip).   日本郵便 (2024年2月29日). 2024年3月26日閲覧。
3. ↑  “市外局番の一覧” (PDF).   総務省 (2022年3月1日). 2022年3月22日閲覧。
4. ↑  “ナンバープレートについて”.   一般社団法人愛知県自動車会議所. 2024年1月21日閲覧。

### 書籍
1. 1 2 3 4 5  「角川日本地名大辞典」編纂委員会 1989, p. 1837.
2. 1 2 3  「角川日本地名大辞典」編纂委員会 1989, p. 812.